# Begonia manicata
Espèce
Synonymes
- Begonia lepidota Liebm.[2] [1]
- Begonia manicata var. aureomaculata Ziesenh.[1]
- Begonia manicata A.C.Sm. & Schub.[2]
- Begonia manicata Ziesenh.[2]
- Begonia robustior Standl. & L.O.Williams[2] [1]
- Begonia schizolepis Liebm.[2] [1]
- Gireoudia manicata (Brongn.) Klotzsch[2] [1]
- Gireoudia schizolepis (Liebm.) Klotzsch[2] [1]

Begonia manicata est une espèce de plantes de la famille des Begoniaceae. Ce bégonia est originaire d'Amérique centrale. L'espèce fait partie de la section Gireoudia. Elle a été décrite en 1842 par Adolphe Brongniart (1801-1876). L'épithète spécifique manicata signifie « à longues manches ».

## Description

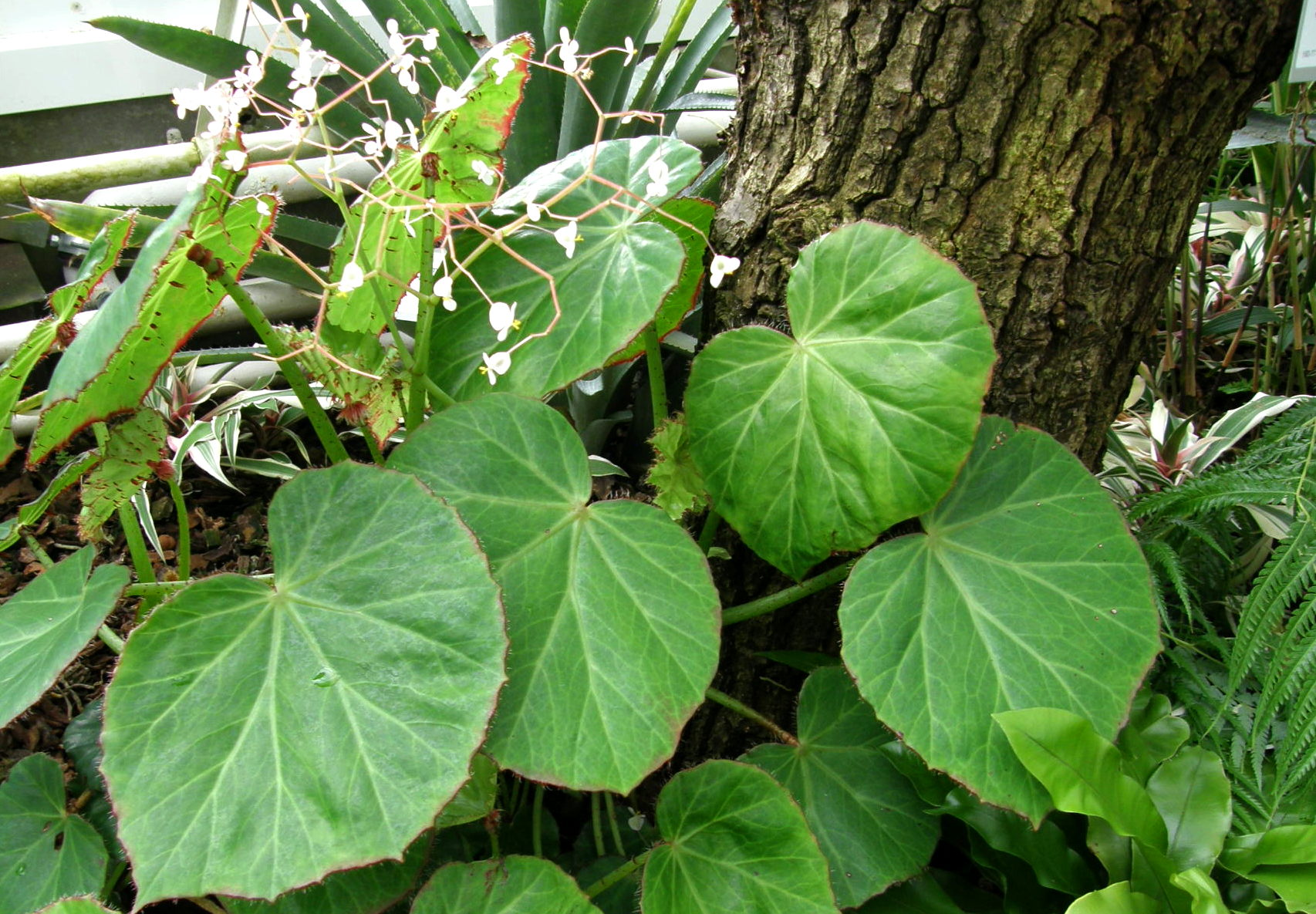
Vue d'ensemble d'un spécimen cultivé
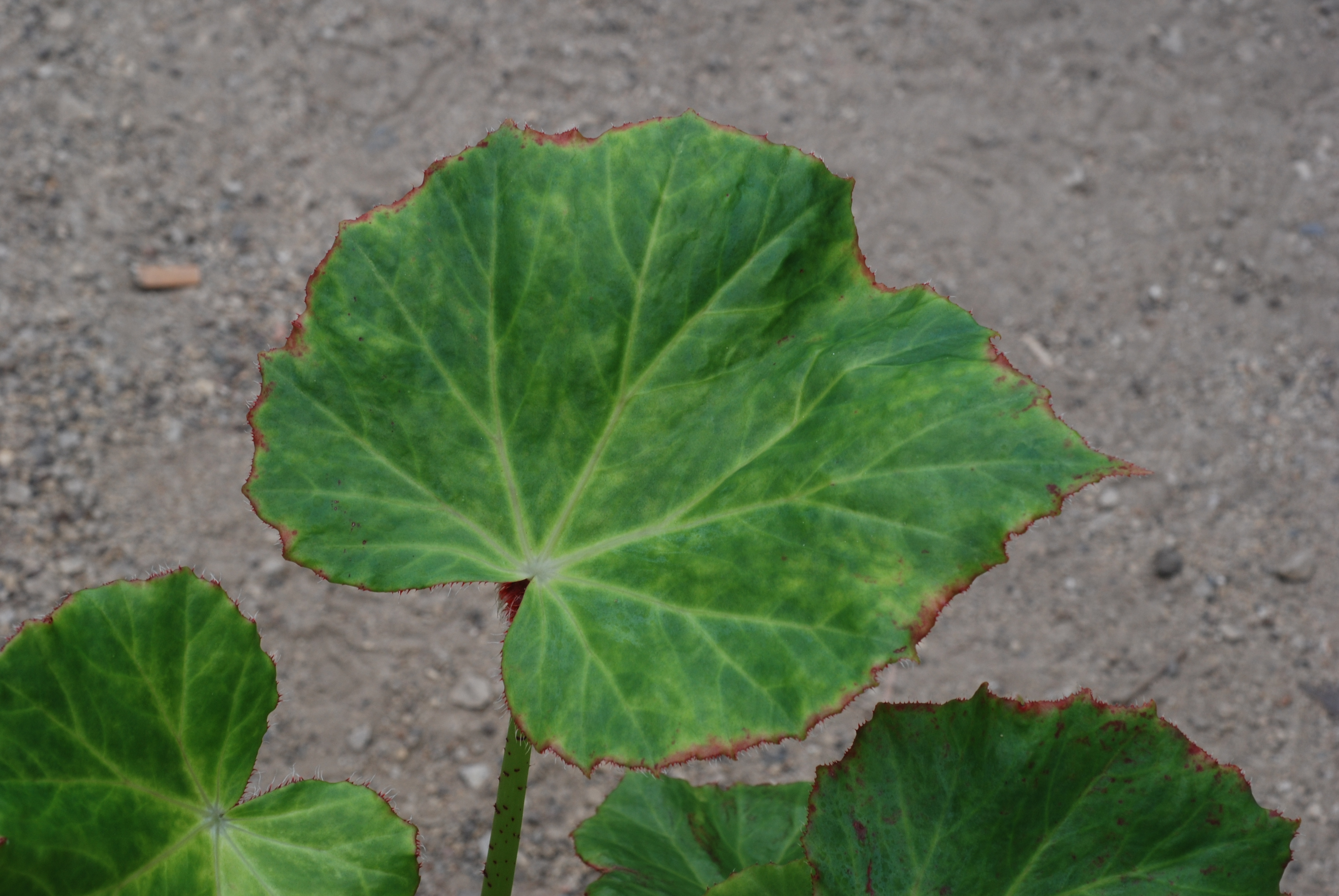
Une feuille
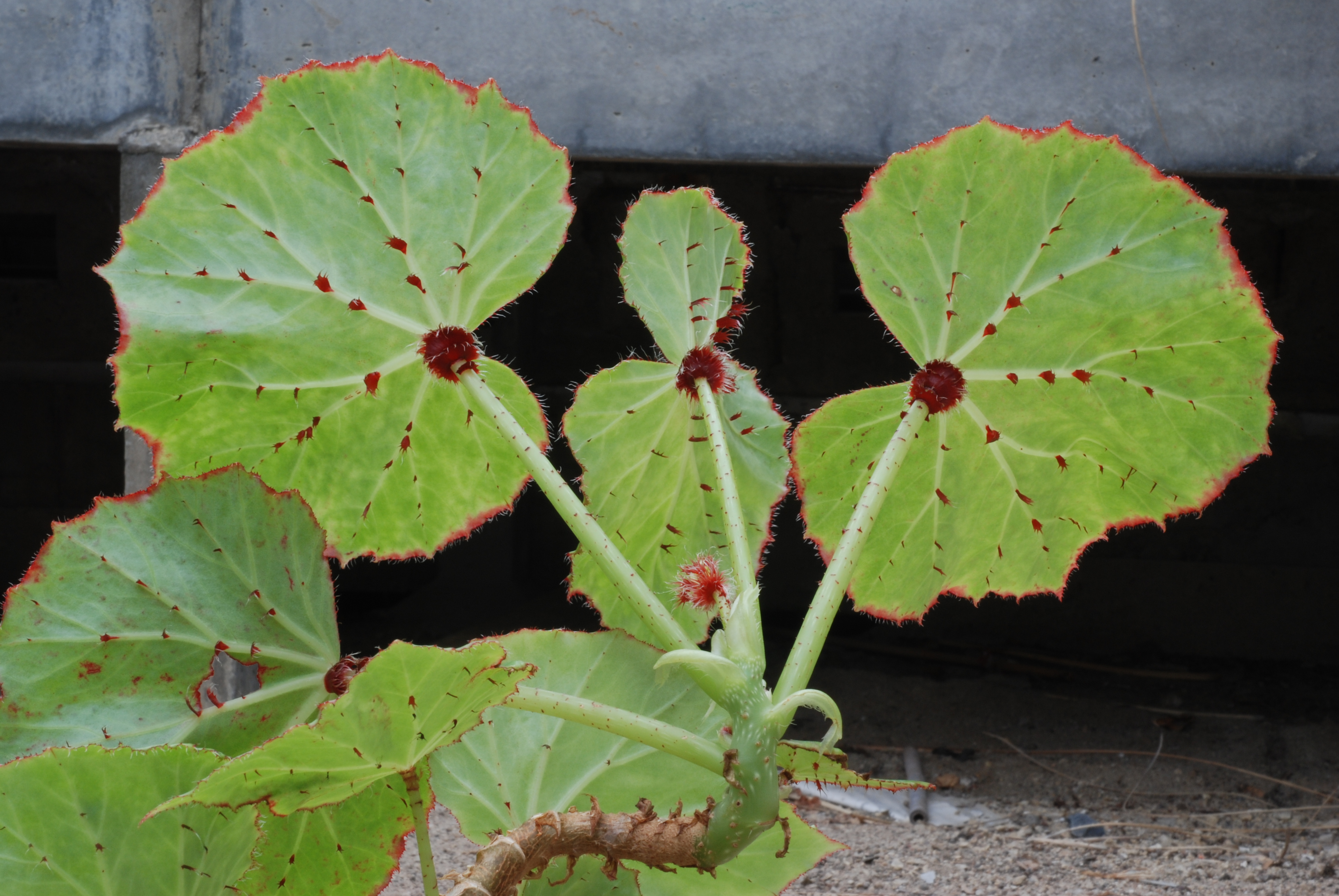
Revers du feuillage
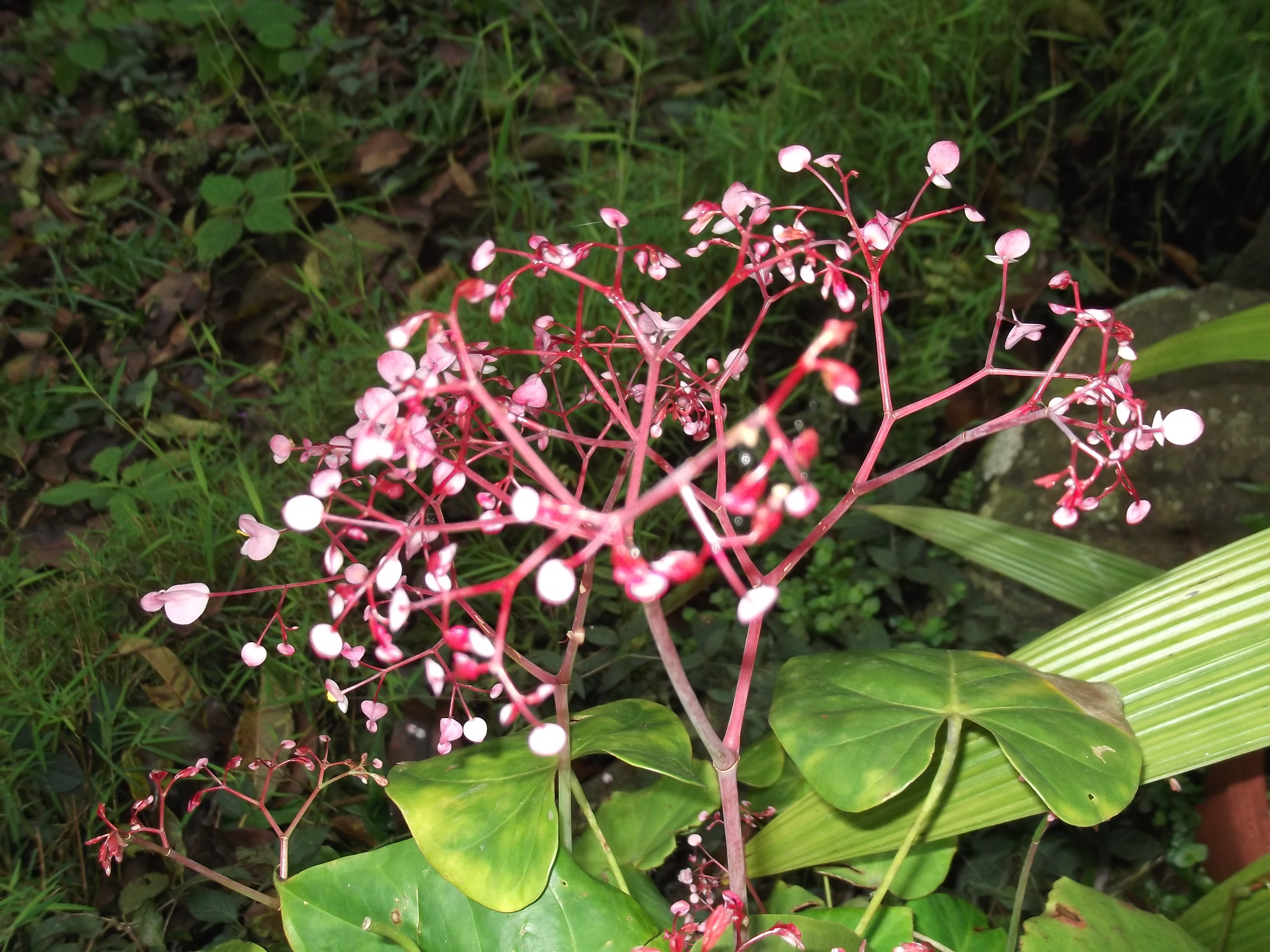
Inflorescence
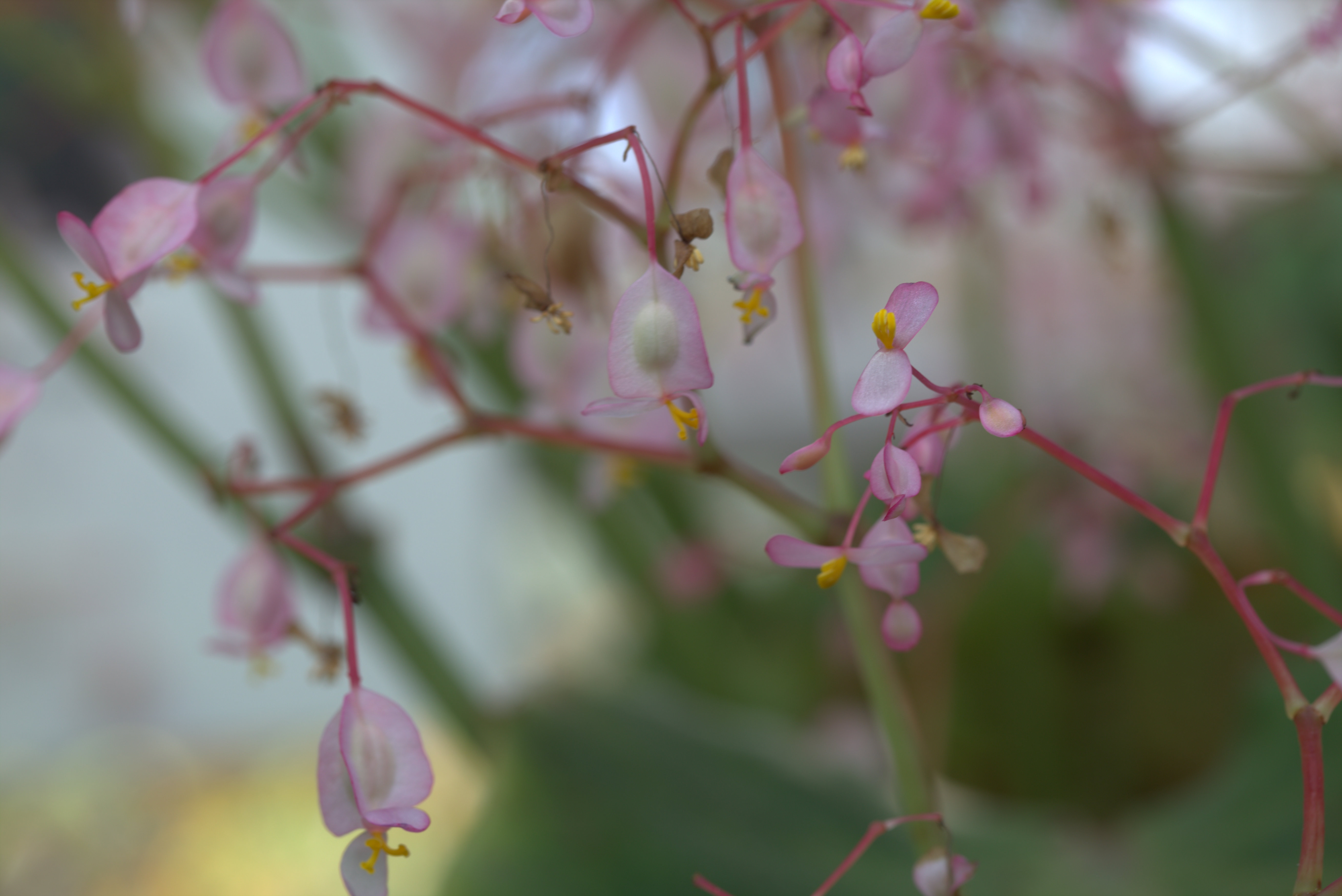
Fleurs femelles (à gauche) et mâles (à droite)
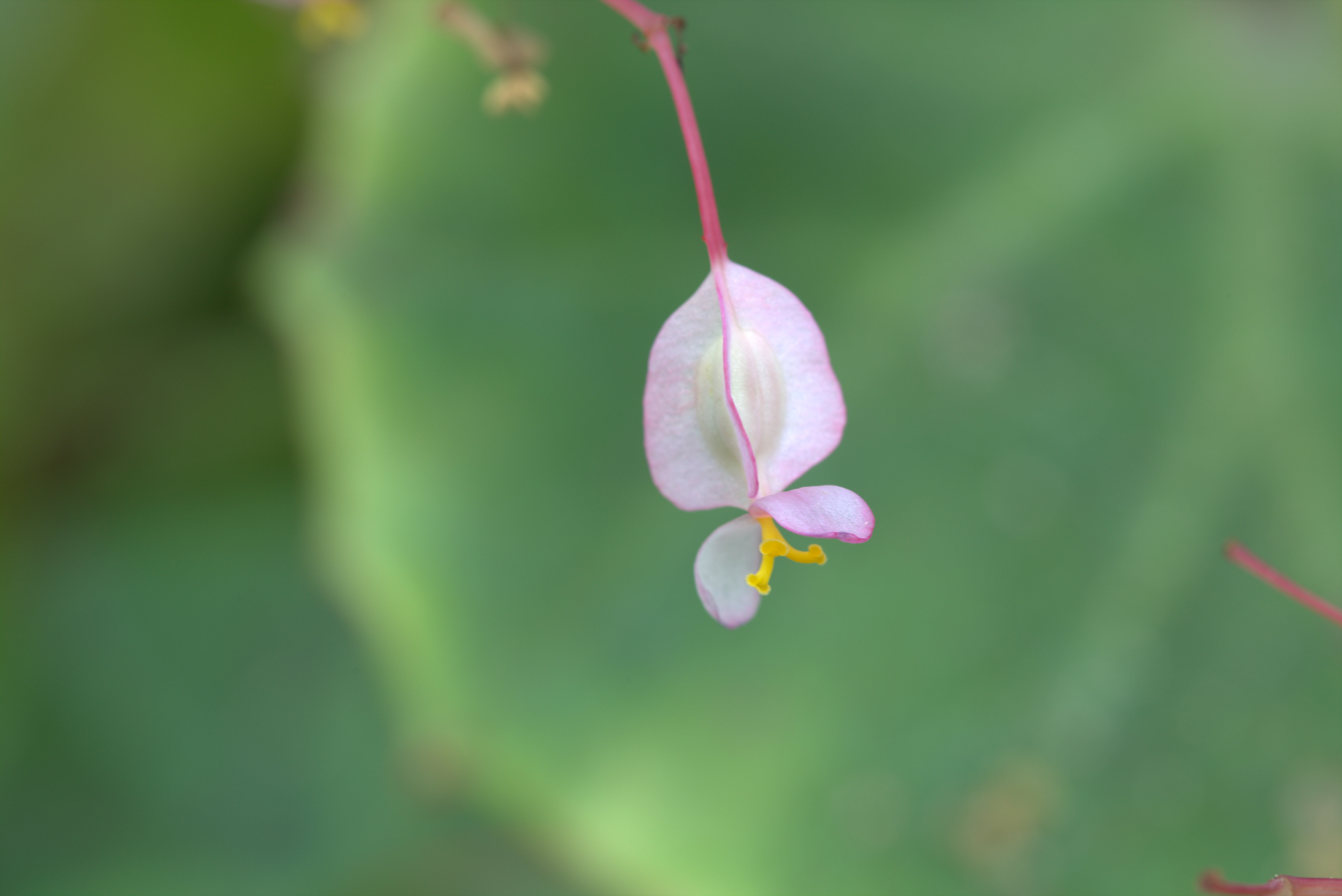
Fleur femelle

## Répartition géographique
Cette espèce est originaire des pays suivants : Guatemala ; Honduras ; Mexique ; Nicaragua.

## Liste des variétés
Selon Tropicos (20 février 2017) (Attention liste brute contenant possiblement des synonymes) :
- variété Begonia manicata var. aureomaculata Ziesenh.
- variété Begonia manicata var. manicata
- variété Begonia manicata var. manicativiridi Ziesenh.
- variété Begonia manicata var. ocozocoautlaensis Ziesenh.
- variété Begonia manicata var. peltata L.B. Sm. & B.G. Schub.
- variété Begonia manicata var. tenuimanica Houghton

Un croisement a été réalisé avec le Begonia hydrocotylifolia pour créer l'hybride Begonia ×erythrophylla.